# Valentin Vada
Valentin Vada (6 maart 1996) is een Argentijns voetballer die bij voorkeur als centrale middenvelder speelt. Hij stroomde in 2014 door vanuit de jeugd van Girondins Bordeaux.

## Clubcarrière
Vada verruilde op veertienjarige leeftijd Proyecto Crecer voor Girondins Bordeaux. Op 13 december 2015 debuteerde hij in de Ligue 1 tegen Angers SCO. Hij viel na 79 minuten in voor Nicolas Maurice-Belay. Op 23 januari 2016 kreeg de Argentijn zijn eerste basisplaats tegen FC Nantes. In zijn debuutseizoen kwam hij tot een totaal van zestien competitieduels. In augustus 2016 verlengde Vada zijn contract tot medio 2020.
In januari 2019 werd Vada voor een half jaar verhuurd aan Saint Etienne.